# Max Steiner
Pour les articles homonymes, voir Steiner.
Ne doit pas être confondu avec Max Stirner.
Max Steiner, né le 10 mai 1888 à Vienne en Autriche et mort le 28 décembre 1971 à Los Angeles, est un compositeur de musiques de film austro-américain. Né citoyen austro-hongrois, il a émigré aux États-Unis en 1914.

## Biographie

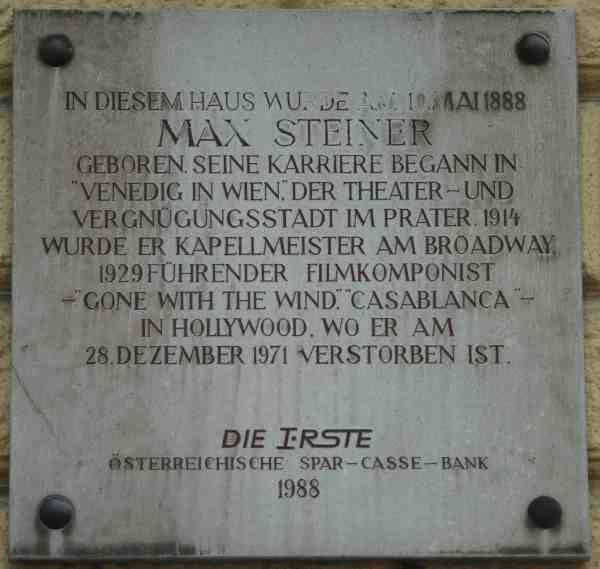
Plaque indiquant le lieu de naissance de Max Steiner à Vienne : l'hôtel Nordbahn (aujourd'hui).

Il naît dans une famille juive cultivée : son père est directeur de théâtre et il a pour parrain Richard Strauss. Très jeune, il montre des dons prodigieux pour la composition. Il étudie la musique avec Gustav Mahler et Johannes Brahms. Dès l'âge de 16 ans, il écrit une opérette.
Arrivé au Royaume-Uni en 1914, il obtient un visa pour les États-Unis grâce au duc de Westminster. Pendant quinze ans, il travaille comme chef d'orchestre à New York ou arrangeur à Broadway.
En 1929, il part à Hollywood afin d'orchestrer le film Rio Rita pour la RKO Radio Pictures. En 1933, la bande originale de King Kong lance sa carrière. Il compose pour des dizaines de films jusque dans les années 1960, parmi lesquels Casablanca, Arsenic et vieilles dentelles, Le Rebelle, Autant en emporte le vent, Ils n'ont que vingt ans (A Summer Place)...
Il meurt à Los Angeles dans le quartier d'Hollywood âgé de 83 ans et sa dernière épouse en 1981.

## Filmographie partielle
- 1929 : The Bondman
- 1929 : Rio Rita
- 1930 : The Case of Sergeant Grischa
- 1930 : Half Shot at Sunrise de Paul Sloane
- 1931 : Beau Ideal
- 1931 : Cimarron
- 1931 : Kept Husbands
- 1931 : Bachelor Apartment
- 1931 : Cracked Nuts
- 1931 : La Princesse amoureuse (The Royal Bed) de Lowell Sherman
- 1931 : Son gosse (Young Donovan's Kid) de Fred Niblo
- 1931 : Transgression
- 1931 : The Public Defender de J. Walter Ruben
- 1931 : High Stakes de Lowell Sherman
- 1931 : The Runaround
- 1931 : The Gay Diplomat
- 1931 : Fanny Foley Herself
- 1931 : Are These Our Children
- 1931 : Secret Service
- 1931 : Peach-O-Reno
- 1931 : Men of Chance
- 1932 : Héritage (A Bill of Divorcement)
- 1932 : Way Back Home
- 1932 : Girl of the Rio (en)
- 1932 : Ladies of the Jury
- 1932 : L'Âme du ghetto (Symphony of Six Million)
- 1932 : La loi ordonne (en) (State's Attorney) de George Archainbaud
- 1932 : Is My Face Red?
- 1932 : What Price Hollywood?
- 1932 : 4 de l'aviation (The Lost Squadron) de George Archainbaud
- 1932 : Roar of the Dragon (en)
- 1932 : L'Oiseau de paradis (Bird of Paradise)
- 1932 : La Chasse du comte Zaroff (The Most Dangerous Game)
- 1932 : Le Fantôme de Crestwood (The Phantom of Crestwood) de J. Walter Ruben
- 1932 : Treize femmes (Thirteen Women)
- 1932 : Les Conquérants (The Conquerors) de William A. Wellman
- 1932 : Penguin Pool Murder
- 1932 : The Half Naked Truth
- 1932 : The Animal Kingdom
- 1933 : Lucky Devils (en)
- 1933 : La Femme aux gardénias (Double Harness) de John Cromwell
- 1933 : King Kong
- 1933 : Grand Bazar (Sweepings) de John Cromwell
- 1933 : Sa femme (No Other Woman) de J. Walter Ruben
- 1933 : Diplomaniacs (en)
- 1933 : Midshipman Jack de Christy Cabanne
- 1933 : La Chaîne d'argent (The Silver Cord) de John Cromwell
- 1933 : The Monkey's Paw
- 1933 : The Cheyenne Kid
- 1933 : Gloire éphémère (Morning Glory) de Lowell Sherman
- 1933 : Les Quatre Filles du docteur March (Little women)
- 1933 : The Right to Romance
- 1933 : Le Fils de King Kong (The Son of Kong)
- 1933 : Croisière sentimentale (Melody Cruise) de Mark Sandrich
- 1934 : Le Petit Ministre (The Little Minister) de Richard Wallace
- 1934 : Deux tout seuls (Two Alone) d'Elliott Nugent
- 1934 : Avec votre permission (By Your Leave) de Lloyd Corrigan
- 1934 : La Patrouille perdue (The Lost Patrol, proposition pour les Oscars)
- 1934 : La Joyeuse Divorcée (The Gay Divorcee) (proposition pour les Oscars)
- 1934 : Stingaree de William A. Wellman
- 1934 : Le Calvaire de Flora Winters (The Life of Vergie Winters) d'Alfred Santell
- 1934 : Murder on the Blackboard
- 1934 : L'Emprise (Of Human Bondage)
- 1934 : La Fontaine (The Fountain)
- 1934 : The Age of Innocence (en)
- 1934 : Miss Carrott (Anne of Green Gables) de George Nichols Jr.
- 1935 : L'Étoile de minuit (Star of Midnight)
- 1935 : Le Mouchard (The Informer, film récompensé d'un Oscar)
- 1935 : Roberta
- 1935 : La Source de feu (She)
- 1935 : Cœurs brisés (Break of Hearts)
- 1935 : Désirs secrets (Alice Adams)
- 1935 : Metropolitan Nocturne
- 1935 : Les Trois Mousquetaires (The Three Musketeers)
- 1936 : Le Jardin d'Allah (The Garden of Allah, proposition pour les Oscars)
- 1936 : Chatterbox, de George Nichols Jr.
- 1936 : Le Petit Lord Fauntleroy (Little Lord Fauntleroy)
- 1936 : La Charge de la brigade légère (The Charge of the Light Brigade)
- 1937 : La Loi de la forêt (God's Country and the Woman) de William Keighley
- 1937 : La Lumière verte (Green Light)
- 1937 : Une étoile est née (A Star Is Born)
- 1937 : Le Dernier Round (Kid Galahad)
- 1937 : Rivalité (Slim) de Ray Enright
- 1937 : La Vie d'Émile Zola (The Life of Emile Zola)
- 1937 : Une certaine femme (That Certain Woman)
- 1937 : SOS vertu ! (Wise Girl) de Leigh Jason
- 1937 : Sous-marin D-1 (Submarine D-1)
- 1937 : First Lady
- 1937 : La Femme en cage (Hitting a New High)
- 1937 : Cette nuit est notre nuit (Tovarich)
- 1937 : Les Démons de la mer (Sea Devils) de Benjamin Stoloff
- 1938 : La Femme errante (White Banners)
- 1938 : La Bataille de l'or (Gold Is Where You Find It) de Michael Curtiz
- 1938 : Les Aventures de Tom Sawyer (The Adventures of Tom Sawyer)
- 1938 : L'Insoumise (Jezebel, proposition pour les Oscars)
- 1938 : L'École du crime (Crime School)
- 1938 : Le Mystérieux Docteur Clitterhouse (The Amazing Dr. Clitterhouse)
- 1938 : Rêves de jeunesse (Four Daughters)
- 1938 : La Vallée des géants (Valley of the Giants)
- 1938 : Nuits de bal (The Sisters)
- 1938 : Les Anges aux figures sales (Angels with Dirty Faces)
- 1938 : La Patrouille de l'aube (The Dawn Patrol)
- 1939 : Je suis un criminel (They Made Me a Criminal)
- 1939 : Service secret de l'air (Secret Service of the Air) de Noel M. Smith
- 1939 : Terreur à l'ouest (The Oklahoma Kid)
- 1939 : Les Conquérants (Dodge City)
- 1939 : Victoire sur la nuit (Dark Victory, proposition pour les Oscars)
- 1939 : Les Aveux d'un espion nazi (Confessions of a Nazi Spy)
- 1939 : Code of the Secret Service
- 1939 : Filles courageuses (Daughters Courageous)
- 1939 : À chaque aube je meurs (Each Dawn I Die)
- 1939 : La Vieille Fille (The Old Maid)
- 1939 : Dust Be My Destiny
- 1939 : No Place to Go
- 1939 : Smashing the Money Ring
- 1939 : Nous ne sommes pas seuls (We Are Not Alone)
- 1939 : Autant en emporte le vent (Gone with the Wind, proposition pour les Oscars)
- 1940 : British Intelligence Service (British Intelligence)
- 1940 : Granny Get Your Gun
- 1940 : La Balle magique du Docteur Ehrlich (Dr. Ehrlich's Magic Bullet)
- 1940 : La Caravane héroïque (Virginia City)
- 1940 : King of the Lumberjacks
- 1940 : L'Étrangère (All This, and Heaven Too)
- 1940 : Ville conquise (City for Conquest)
- 1940 : Une dépêche Reuter (A Dispatch from Reuter's)
- 1940 : South of Suez
- 1940 : Father Is a Prince
- 1940 : La Lettre (The Letter, proposition pour les Oscars)
- 1940 : La Piste de Santa Fe (Santa Fe Trail)
- 1941 : Four Mothers
- 1941 : The Case of the Black Parrot
- 1941 : Le Grand Mensonge (The Great Lie)
- 1941 : Shining Victory
- 1941 : Out of the Fog
- 1941 : Sergent York (Sergeant York, proposition pour les Oscars)
- 1941 : Kisses for Breakfast
- 1941 : Fiancée contre remboursement (The Bride Came C.O.D.)
- 1941 : Bombardiers en piqué (Dive Bomber), de Michael Curtiz
- 1941 : One Foot in Heaven
- 1941 : La Charge fantastique (They Died with Their Boots On)
- 1942 : Échec à la Gestapo (All Through the Night)
- 1942 : Les Chevaliers du ciel (Captains of the Clouds)
- 1942 : Murder in the Big House
- 1942 : Larceny, Inc.
- 1942 : L'amour n'est pas en jeu (In this our life)
- 1942 : Danseuse de cabaret (Juke Girl) de Curtis Bernhardt
- 1942 : Spy Ship
- 1942 : Les Folles Héritières (The Gay Sisters)
- 1942 : Sabotage à Berlin (Desperate journey)
- 1942 : Une femme cherche son destin (Now, Voyager) (Oscar)
- 1942 : Casablanca (proposition pour les Oscars)
- 1943 : La Bataille d'Angleterre (The Battle of Britain)
- 1943 : The Gorilla Man
- 1943 : Mission à Moscou (Mission to Moscow)
- 1943 : This Is the Army
- 1943 : Quand le jour viendra (Watch on the Rhine)
- 1943 : Murder on the Waterfront
- 1943 : Adventure in Iraq
- 1944 : Passage pour Marseille (Passage to Marseille)
- 1944 : Révolte dans la vallée (Roaring Guns)
- 1944 : Les Aventures de Mark Twain (The Adventures of Mark Twain) (proposition pour les Oscars)
- 1944 : Depuis ton départ (Since You Went Away, film récompensé d'un Oscar)
- 1944 : Arsenic et Vieilles Dentelles (Arsenic and Old Laces)
- 1944 : Les Conspirateurs (The Conspirators)
- 1945 : Le Blé est vert (The Corn is green)
- 1945 : Le Roman de Mildred Pierce (Mildred Pierce)
- 1945 : L'Intrigante de Saratoga (Saratoga Trunk)
- 1945 : San Antonio
- 1945 : Roughly Speaking de Michael Curtiz
- 1945 : Rhapsodie en bleu (Rhapsody in Blue) (proposition pour les Oscars)
- 1946 : Demain viendra toujours (Tomorrow Is Forever)
- 1946 : Le Droit d'aimer (My Reputation)
- 1946 : Her Kind of Man
- 1946 : One More Tomorrow
- 1946 : Nuit et Jour (Night and Day, proposition pour les Oscars)
- 1946 : La Voleuse (A Stolen Life)
- 1946 : Le Grand Sommeil (The Big Sleep)
- 1946 : Cape et Poignard (Cloak and Dagger)
- 1946 : La Bête aux cinq doigts (The Beast with Five Fingers)
- 1947 : L'Homme que j'aime (The Man I Love) de Raoul Walsh
- 1947 : La Vallée de la peur (Pursued)
- 1947 : Love and Learn de Frederick de Cordova
- 1947 : L'Infidèle
- 1947 : Wyoming Kid (Cheyenne)
- 1947 : Le Repaire du forçat (Deep Valley) de Jean Negulesco
- 1947 : Mon père et nous (Life with Father, proposition pour les Oscars)
- 1947 : Les Passagers de la nuit (Dark Passage)
- 1947 : My Wild Irish Rose (proposition pour les Oscars)
- 1947 : L'Aventure à deux (The Voice of the Turtle), d'Irving Rapper
- 1948 : Le Trésor de la Sierra Madre (The Treasure of the Sierra Madre)
- 1948 : My Girl Tisa (en)
- 1948 : Rencontre d'hiver (Winter meeting)
- 1948 : The Woman in White
- 1948 : La Rivière d'argent (Silver River)
- 1948 : Key Largo
- 1948 : Johnny Belinda (proposition pour les Oscars)
- 1948 : Les Géants du ciel (Fighter Squadron)
- 1948 : Les Aventures de Don Juan (Adventures of Don Juan)
- 1948 : The Decision of Christopher Blake
- 1949 : Les Chevaliers du Texas (South of St. Louis)
- 1949 : L'Extravagant M. Philips (A Kiss in the Dark)
- 1949 : Homicide (en)
- 1949 : Boulevard des passions (Flamingo Road)
- 1949 : Le Rebelle (The Fountainhead)
- 1949 : L'enfer est à lui (White Heat, proposition pour les Oscars)
- 1949 : La Garce (Beyond the Forest)
- 1949 : Crépuscule (Without Honor)
- 1949 : The Lady Takes a Sailor
- 1949 : Mrs. Mike
- 1950 : Backfire
- 1950 : La Femme aux chimères (Young Man with a Horn)
- 1950 : L'Esclave du gang (The Damned Don't Cry)
- 1950 : Le Cavalier au masque (en) (Return of the Frontiersman) de Richard L. Bare
- 1950 : Femmes en cage (Caged)
- 1950 : Le Roi du tabac (Bright Leaf)
- 1950 : La Flèche et le flambeau (The Flame and the Arrow, proposition pour les Oscars)
- 1950 : La Ménagerie de verre (The Glass Menagerie)
- 1950 : Trafic en haute mer (The Breaking Point)
- 1950 : La Révolte des dieux rouges (Rocky Mountain)
- 1950 : Dallas, ville frontière (Dallas)
- 1951 : Close to My Heart
- 1951 : Opération dans le Pacifique (Operation Pacific)
- 1951 : Sugarfoot
- 1951 : Storm Warning
- 1951 : Lightning Strikes Twice
- 1951 : Raton Pass
- 1951 : I Was a Communist for the FBI
- 1951 : Le Bal du printemps (On Moonlight Bay)
- 1951 : Les Amants de l'enfer (Force of Arms)
- 1951 : Chevalier du stade (Jim Thorpe—All-American)
- 1951 : Feu sur le gang (Come Fill the Cup)
- 1951 : Les Aventures du capitaine Wyatt (Distant Drums)
- 1952 : Cette sacrée famille (Room for One More)
- 1952 : La Reine du hold-up (This Woman Is Dangerous)
- 1952 : Mara Maru
- 1952 : Le Lion et le cheval (The Lion and the Horse)
- 1952 : Place au Cinérama (This Is Cinerama)
- 1952 : La Mission du commandant Lex (Springfield Rifle)
- 1952 : La Maîtresse de fer (The Iron Mistress)
- 1952 : Le Chanteur de jazz (The Jazz Singer) (proposition pour les Oscars)
- 1952 : Le Miracle de Fatima (The Miracle of Our Lady of Fatima) (proposition pour les Oscars)
- 1953 : Un Homme pas comme les autres (Trouble Along the Way) de Michael Curtiz
- 1953 : Le Nouveau Chant du désert (The Desert Song) de H. Bruce Humberstone
- 1953 : La Charge sur la rivière rouge (The Charge at Feather River)
- 1953 : So This Is Love
- 1953 : Mon grand (So Big)
- 1954 : L'Homme des plaines (The Boy from Oklahoma)
- 1954 : Ouragan sur le Caine (The Caine Mutiny, proposition pour les Oscars)
- 1954 : Richard Cœur de Lion (King Richard and the Crusaders)
- 1955 : Colère noire (Hell on Frisco Bay)
- 1955 : Le Souffle de la violence (The Violent Men)
- 1955 : Le Cri de la victoire (Battle Cry, proposition pour les Oscars)
- 1955 : Quand le clairon sonnera (The Last Command)
- 1955 : Le Tigre du ciel (The McConnell Story)
- 1955 : Le Témoin à abattre (Illegal)
- 1956 : Hélène de Troie (Helen of Troy)
- 1956 : Celui qu'on n'attendait plus (Come Next Spring)
- 1956 : La Prisonnière du désert (The Searchers)
- 1956 : Bandido caballero (Bandido)
- 1956 : Death of a Scoundrel (en)
- 1957 : Porte de Chine (China Gate), de Samuel Fuller
- 1957 : Le Jugement des flèches (Run of the Arrow)
- 1957 : L'Esclave libre (Band of Angels)
- 1957 : Escapade au Japon (Escapade in Japan)
- 1957 : All Mine to Give
- 1958 : Les commandos passent à l'attaque (Darby's Rangers)
- 1958 : Sur la piste des Comanches (Fort Dobbs)
- 1958 : La Fureur d'aimer (Marjorie Morningstar)
- 1959 : La Colline des potences (The Hanging Tree)
- 1959 : John Paul Jones, maître des mers (John Paul Jones)
- 1959 : Ils n'ont que vingt ans (A Summer Place)
- 1959 : La police fédérale enquête (The FBI Story)
- 1960 : Les Aventuriers (Ice Palace)
- 1960 : Cet homme est un requin (Cash McCall)
- 1960 : La Chute d'un caïd (The Rise and Fall of Legs Diamond)
- 1960 : Ombre sur notre amour (The Dark at the Top of the Stairs)
- 1961 : Au péril de sa vie (The sins of Rachel Cade)
- 1961 : Portrait d'un tueur (Portrait of a Mobster)
- 1961 : La Soif de la jeunesse (Parrish)
- 1961 : Susan Slade
- 1961 : Le Gentleman en kimono (A Majority of One)
- 1962 : Amours à l'italienne (Rome Adventure)
- 1962 : Les Liaisons coupables (The Chapman Report) de George Cukor
- 1963 : FBI Code 98 (en) de Leslie H. Martinson (téléfilm)
- 1963 : La Montagne des neuf Spencer (Spencer's Mountain) de Delmer Daves
- 1964 : La Charge de la huitième brigade (A Distant Trumpet) de Raoul Walsh
- 1964 : Youngblood Hawke de Delmer Daves
- 1965 : Two on a Guillotine de William Conrad
- 1965 : Calloway le trappeur (Those Calloways) de Norman Tokar

## Distinctions
Max Steiner a été proposé 26 fois aux Oscar de la meilleure musique de film, les recevant à trois reprises. Il a eu à titre posthume son étoile sur le Walk of Fame (1551 Vine Street)

### Oscars de la meilleure musique de film
- 1935 : Le Mouchard (The Informer) de John Ford
- 1942 : Une femme cherche son destin (Now, Voyager) de Irving Rapper
- 1944 : Depuis ton départ (Since You Went Away) de John Cromwell et André de Toth